# Последнее свидание (Бунин)
«Последнее свидание» — рассказ русского писателя Ивана Бунина, опубликованный в 1913 году.

## История создания и публикации
В январе 1913 года Дмитрий Овсянико-Куликовский, редактор журнала «Вестник Европы», сообщил Бунину о готовности опубликовать в своём издании его рассказы «Вера» («Последнее свидание») и «Князь во князьях». Они вышли в номере 3 (мартовском) за тот же год. В 1927 году в сборнике «Последнее свидание», изданном в Париже, рассказ появился уже под ныне распространённым названием. Бунин неоднократно его редактировал при новых изданиях, в том числе и при выходе книги «Митина любовь. — Солнечный удар» в 1953 году в нью-йоркском «Издательстве имени Чехова».

## Сюжет
Андрей Стершнев осенним холодным вечером велит седлать ему лошадь. Из дома его родители интересуются, куда он собирается, на что тот раздражённо огрызается, в том числе и на просьбу отца передать привет Вере Алексеевне, возлюбленной Стершнева. Он едет через мрачный и влажный лес, злясь на своего мерина, который с трудом преодолевает препятствия. Герой въезжает во двор и входит в дом, к нему восторгом бросается женщина, в которую он уже был влюблён 15 лет назад. Теперь же Стершнева раздражает её всё увеличивающаяся восторженность по его поводу. Они проводят вместе ночь, а перед рассветом у них случается разговор. Вера жалуется на то, что её возлюбленный стал грубым и нечутким, а она многим из-за него пожертвовала. Стершнев же на это отвечает, что это он, а не она, загубил её молодость:
Вера, мы, дворянское отродье, не умеем просто любить. Это отрава для нас. И это я, а не ты, загубил себя. Пятнадцать, шестнадцать лет тому назад я приезжал сюда каждый день и готов был ночевать у твоего порога. Я тогда был еще мальчишка, восторженный и нежный дуралей...
Потом он погружается в воспоминания о далёком прошлом и приходит к выводу, что теперь их роли сменились на противоположные. Они пьют, после чего Стершнев провожает Веру до большой дороги, целует ладони и обещает ей прислать летом своего мальчишку в пастухи.

## Критика
Писатель и критик Корней Чуковский относил «Последнее свидание» («Веру») к числу рассказов, выделявшихся в лучшую сторону по сравнению с другими бунинскими произведениями. Он отмечал их лаконичность и твёрдость, «энергичную крылатую фабулу», особо подчёркивая точное отображение психологии героев.
В аннотации к сборнику рассказов Бунина на немецком языке, вышедшему в издательстве Кассирера в 1935 году, «Последнее свидание» также причислялось к лучшим рассказам писателя о любви.